# Воскресенський собор (Старочеркаська)
Воскресенський військовий собор — головна і найдавніша архітектурна пам'ятка станиці Старочеркаської, колишнього Черкаська — старої столиці Донського війська. Це перший на Дону мурований собор. Він був головним храмом війська до 1805 року, коли адміністративний центр був перенесений до Новочеркаська.

## Історія будівництва
Перший «обітний» дерев'яний храм Черкаська був збудований в 1652 році. козаками, що повернулися після Азовського сидіння. Це була взагалі перша церква на Дону. Храм був закладений на березі р. Дон (сучасний стоїть на центральній площі колишнього міста — «майдані», де збирались військова рада — «круг»). Два рази — в 1670 та 1687 рр. храм страждав від пожеж і був відбудований. Після другої пожежі, в 1688 р., по козацькій челобітній з Москви в Черкаськ відправили гроші, утварь, церковні книги.

Соборний комплекс на гравюрі XIX ст.

Сучасний мурований храм будувався з 1706 (за іншими даними — з 1688 або 1696 рр.) по 1719 рр. Хоча саме в ці часи набув чинності царський наказ про загальну заборону мурованого будівництва (окрім Петербурга), проте сам Петро І сприяв зведенню собору, допомагаючи грошима та утваррю. За легендою, цар самочинно взяв участь у закладенні храму. Як стверджує пізніший пам'ятний надпис, в 1709 р. він особисто заклав декілька цеглин у вівтарну частину храму.). Освячений новозбудований храм був 2 лютого 1719 р.
Збереглись дані (підтверджені сучасними дослідженнями фундаменту собору), що храм був збудований на болоті: «Гасили трясину бутом и дубовым лесом». Річ у тому що старий Черкаськ дуже часто страждав не тільки від пожеж, а й від весняних розпутиць, тому старе місце стало непридатним. До речі, половоддя і змусили в 1805 р. перенести центр Донського війська в Новочеркаськ.

## Архітектура
Воскресенський військовий собор — це хрещатий двоповерховий дев'ятидільний дев'ятибанний храм. Він зведений в стилі козацького бароко невідомими майстрами, українцями або росіянами, знайомими з тогочасною архітектурною традицією сусідньої Гетьманщини. Бічні бані собору нижчі ніж центральна, а бані над кутовими компаратиментами ще нижчі, тому верх храму має пірамідальну композицію. Висота собору, разом із хрестом центральної бані — 49 м. Всі бані мають 8-гранні бабинці. Бабинці центральної та бічних бань — 8-віконні, кутових бань — 4-віконні. Сучасне кульовидне купольне покриття бань відноситься до кінця XVIII ст. Окремо розташована шатрова дзвіниця собору заввишки майже 46 м.
З північної, західної та південної сторін собор оточений «гульбищем» — двоповерховою критою папертю, збудованою в 1725—1730 рр. Західний вхід — головний, перед ним розташовані сходи, крім того собор має південно-західне крильце.
Зовнішній декор собору дуже стриманий, вирізняються лише різьблені наличники віконних прорізів.
За зразком Старочеркаського собору були зведені інші видатні пам'ятки стилю козацького бароко - муровані Спасо-Преображенська церква в Великих Сорочинцях, Успенська церква в с.Дубовка на Волзі та дерев'яний Троїцький собор Новомосковська.

### Інтер'єр
Інтер'єр собору вражає своїм розкішним оздобленням, що різко контрастує з суворістю зовнішнього його декору. Первісний його іконостас загинув під час пожежі 1744 р., проте його перевершив новий, зібраний московськими майстрами в 1749 р. Іконостас дуже добре зберігся до наших часів, п'ятиярусний, трьохпір'євий, він заввишки 19 м, його ширина — 23 м. Його різьблений з позолотою дерев'яний каркас містить 149 ікон, головним чином майстра Єгорія Івановича Грека. В нижньому ярусі розташовані троє «царських врат», зроблених із срібла, пожертвуваного козаками.
Навпроти центральних «царських врат» перед іконостасом висять три мідних паникадило, найбільше з них п'ятиярусне, вагою бл. 550 кг. За легендою, воно було привезене в Черкаськ в 1643 р. з азовської церкви отаманом Йосифом Петровим.

Храм в великому козацькому селі Дубовка на Волзі (остання чверть XVIII ст.) був збудований за зразком Старочеркаського собору.

Первісно собор не мав фрескового розпису. В 1770-і рр. київські майстри виконали композиції на хорах собору та у вівтарній його частині (майстер Пилип Симанович, соборний диякон). Приблизно в ті ж самі часи були зроблені різьблені паркани храмових хорів з різнокольоровими перилами.
У великих вікнах паперті, в її південній частині раніше стояли націлені на задонський степ гармати. В часи, коли Черкаськ був столицею донських козаків, в цій же паперті, в коморах за залізними дверми зберігались реліквії Донського війська. До революції собор був дуже багатим. Ще в середині XIX ст. він мав серед інших художніх цінностей 800 кг срібних виробів, 8 кг золотих виробів, ризи та кіоти були прикрашені 226 алмазами та 96 діамантами. Частково багатства храму були вивезені за кордон білогвардійцями, частково — розграбовані під час компанії з вилучення церковних коштів на початку 1920-х рр. В 1945 р. ті реліквії храму, що вивіз в 1920 р. до Праги білий генерал А.Богаєвський, були повернуті в Старочеркаську.
Перед вівтарем собору знаходяться металеві плити із надписами, що на цьому місті молилися представники правлячої династії (в XIX ст. храм відвідали імператор Олександр І, його брат великий князь Михайло Павлович та згодом цесаревич Микола Олександрович).
В соборній ризні були зібрані як церковні книги XVII—XVIII ст., так і старовинні світські (наприклад, Слов'янська граматика 1646 р., і буквар на слов'янській, латинській та грецькій мовах, 1701 р). Нині вони, як і знамена XVII—XIX ст. що колись тут теж зберігались, належать Старочеркасському музею-заповіднику.

### Зовнішнє оздоблення
Всі три вхідні портали собору мають масивні бронзові двері XVIII ст. З двох боків перед західним порталом в стіну вмуровані ланцюги, в які за легендою був закутий Стєнька Разін перед відправкою в Москву на страту. Неподалік в стіну галереї вмонтована мармурова могильна плита військового отамана Корнили Яковлєва — хрещеного батька Стєньки, який і видав бунтівного хресника царським військам.

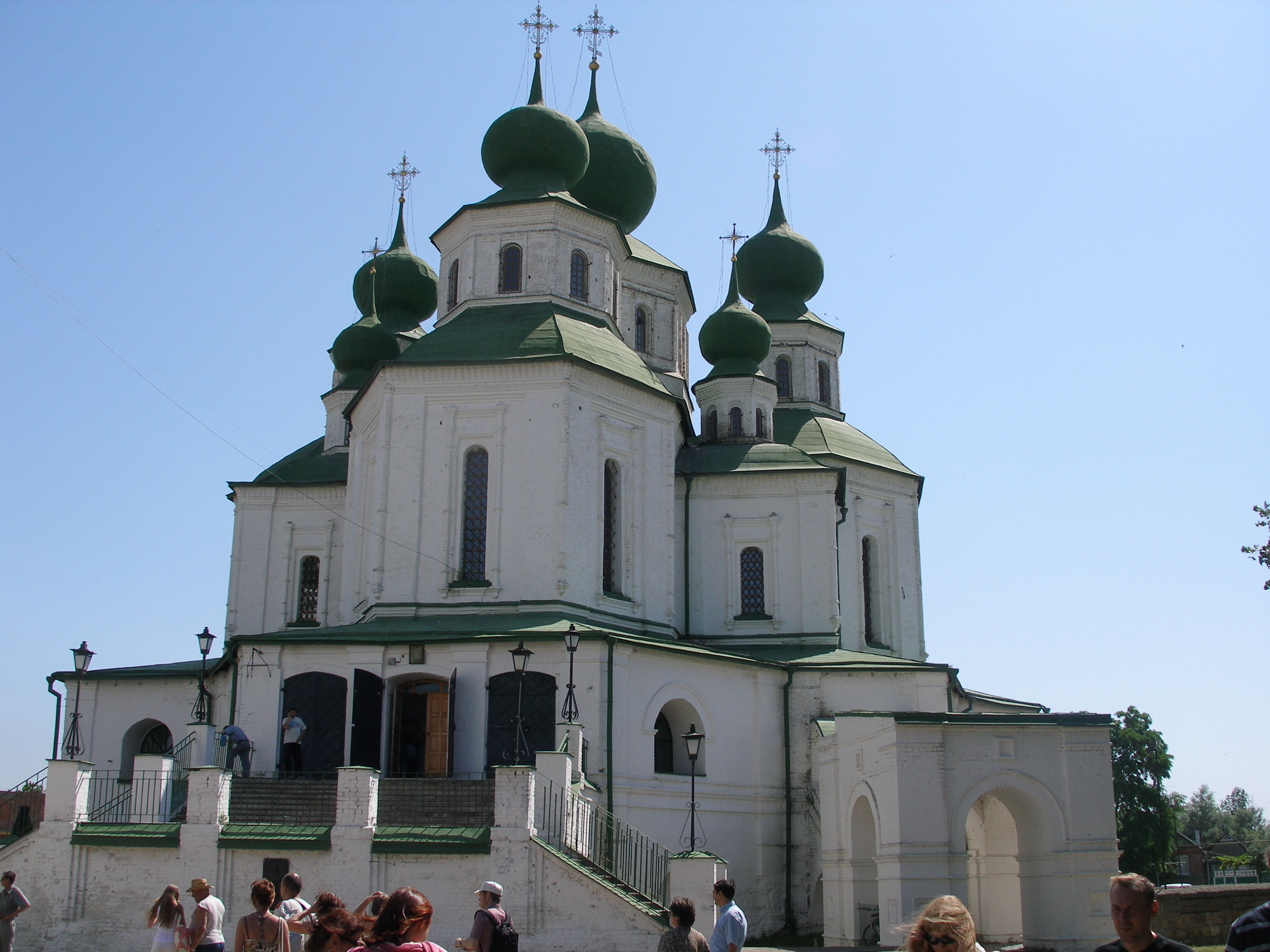
Воскресенський собор. Вигляд з заходу.

Біля паперті виставлені трофеї азовського сидіння:
- гармати, жерла яких направлені на степові простори;
- створка міських воріт Азова вагою близько тонни та дві калитки;
- 800-кілограмове коромисло міських ринкових ваг та півтораметрова стрілка від них;

## Дзвіниця
Шатрова дзвіниця храму була збудована в 1725—1730 рр. Це єдина будівля такого типу на півдні Росії. Дзвіниця побудована за взірцем численних аналогів, що будувались всюди в Росії в XVII—XVIII ст. Вона чотирьохярусна, складається з підклету, четверика, високого восьмерика та рівня дзвону і увінчана 8-гранним шатром з трьома рівнями круглих віконець-„слухів“. На першому та другому поверхах дзвіниці в 1744—1857 рр. зберігався військовий козацький архів. В ті ж часи підклет її слугував в'язницею.
В новітні часи соборна дзвіниця передана Донському Старочеркаському монастирю.